# Synagogue de la Glockengasse (1861-1938)

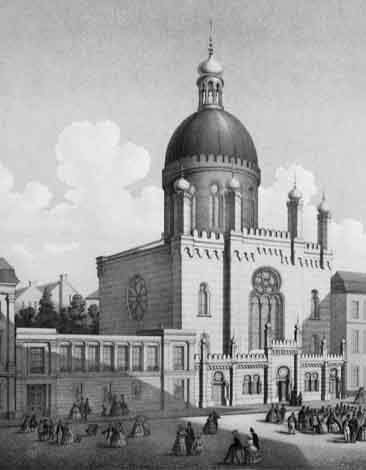
La synagogue de la Glockengasse vers 1861. Chromolithographie de J.Hoegg d'après une aquarelle de Meder et Carl Emanuel Conrad

La synagogue de la Glockengasse  (Ruelle de la Cloche) était, avant la Seconde Guerre mondiale, l'une des deux grandes synagogues de Cologne (Rhénanie prussienne en Allemagne) avec celle de la Roonstrasse. Inaugurée en 1861, elle a  été détruite comme celle de la Roonstrasse et comme plus de 600 autres synagogues allemandes, par les nazis lors de la nuit de Cristal du 9 au 10 novembre 1938.

## Historique
Dès l'Empire romain, il est fait mention d'une présence juive à Cologne. Elle est confirmée par un décret de 321 de l'empereur Constantin. Depuis cette période, les Juifs ont été à de nombreuses reprises acceptés puis chassés de la ville et leur synagogue construite pour être de nouveau détruite.
Ce n'est qu'à partir de 1798 que les citoyens juifs obtiennent de l'administration française de la ville la permission de s'établir de façon permanente. La première petite synagogue est construite en 1804 dans la Glockengasse sur des terrains sécularisés du couvent de l'ordre des Clarisses. Dès les années 1850, il apparaît que cette synagogue est trop petite pour la population juive grandissante de la ville et qu'une nouvelle synagogue plus importante doit être construite.
La communauté juive de Cologne réussit à conserver une unité en adoptant une position modérée entre judaïsme orthodoxe et judaïsme réformé. Jusqu'en 1857, la communauté de Cologne était régie par le consistoire de Bonn. En 1857, son premier rabbin est Israel Schwarz, suivi par Abraham Frank (1876-1917), Ludwig Rosenthal (rabbin assistant à partir de 1879) et Adolf Kober (1918-1938).
Le 30 juin 1857 la première pierre de la synagogue est posée sur le terrain de l'ancien couvent des Clarisses. Les plans ont été dessinés par l'architecte de cathédrale Ernst Friedrich Zwirner et la totalité des frais, soit 600 000 thalers, sont pris en charge par le banquier Abraham Freiherr von Oppenheim, fils du banquier Salomon Oppenheim. La synagogue est consacrée le 29 août 1861, mais un important incendie se déclare en 1867, et le bâtiment doit être partiellement reconstruit d'après les plans d'origine.
Lors de l'inauguration en 1861, de grandes festivités sont organisées auxquelles prennent part les représentants de la couronne, de la ville et des autres religions.
Lors de la nuit de Cristal du 9 au 10 novembre 1938, la synagogue est incendiée par les nazis . Le prêtre Gustav Meinertz (1873-1959) réussit, malgré le danger, à pénétrer dans la synagogue en flamme, et à sauver un rouleau de Torah. Après la guerre, ce rouleau a été restitué à la communauté juive, et est exposé dans une vitrine dans la synagogue de la Roonstrasse, reconstruite après la guerre.
Les fondations ainsi que le mikvé ont été préservés et se trouvent sous la Offenbachplatz. À l'emplacement de la synagogue détruite a été construit l'opéra de Cologne. Une plaque de bronze sur la façade latérale du bâtiment commémore la destruction de la synagogue.   
Avant la guerre, la communauté juive de Cologne était la plus importante d'Allemagne derrière Berlin et comptait quelque 20 000 membres. Après la Shoah, il ne restait qu'une quarantaine de survivants. Actuellement la communauté compte environ 5 000 membres.

## Architecture

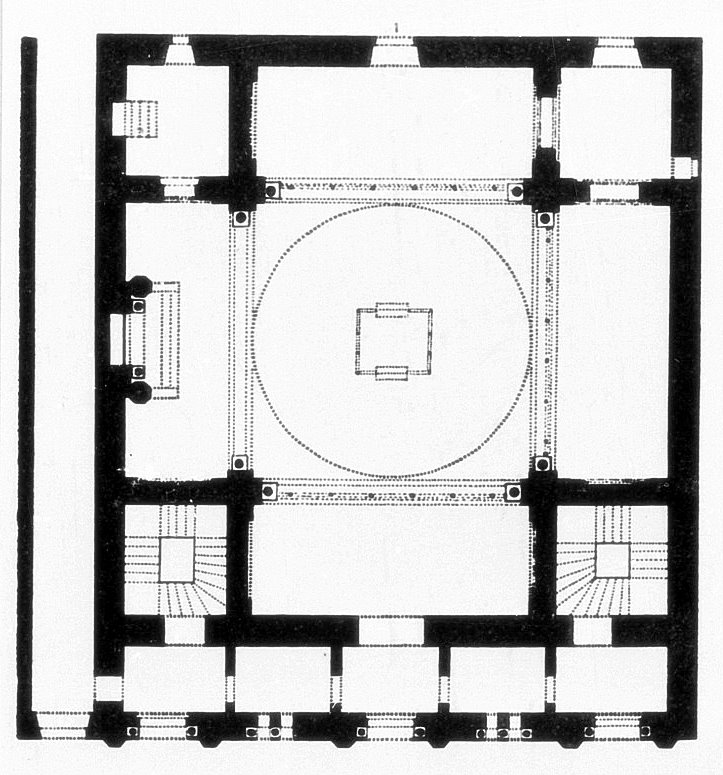
Le plan centré de la synagogue

L'extérieur ainsi que l'organisation intérieure dû bâtiment doit rappeler l'époque de l'apogée de la culture juive en Espagne au XIe siècle, sous la domination mauresque. La nouvelle synagogue avec ses minarets orientaux et son dôme recouvert de plaques de cuivre brillantes, bénéficie d'une façade en grès lumineux avec des bandes transversales rouges. L'ornementation de l'intérieur a été inspirée par l'Alhambra de Grenade. L'ensemble, qui a été accueilli très favorablement par la majorité des habitants de Cologne, offre 226 sièges pour les hommes et 140 pour les femmes dans la salle de prières.  

### Plan de la synagogue
C'est le premier exemple d'une synagogue dont le plan centré est en forme de croix grecque et est surmontée d'un dôme. Les quatre bras de la croix sont, comme dans les constructions byzantines, de mêmes dimensions. Aux quatre coins, dans la partie située entre la croix et le carré qui la circonscrit, sont situées quatre petites pièces servant de vestibule. Les escaliers permettant d'accéder aux galeries des femmes, sont situés dans les deux vestibules au nord, donnant sur la façade de la synagogue.
Selon le plan, la coupole est inscrite au milieu du carré central de la croix, au-dessus de l'endroit où est située la bimah.

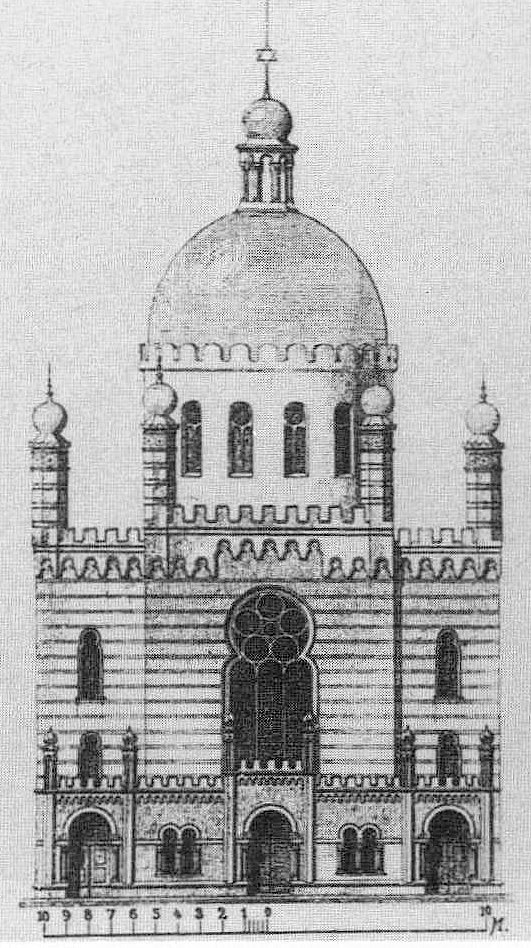
La façade de la synagogue

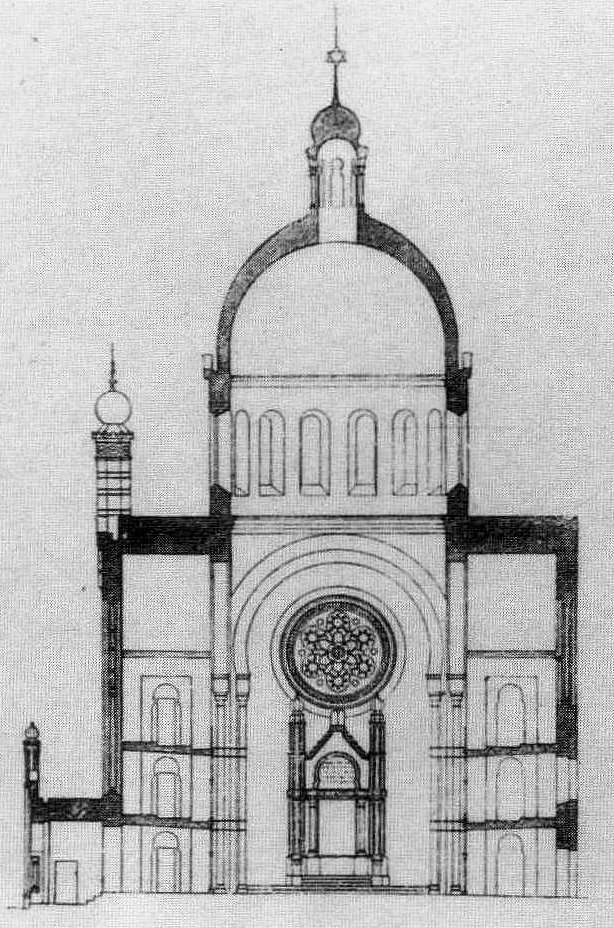
Coupe de la synagogue

La position centrale de la bimah démontre que la communauté a conservé les anciennes coutumes, tandis que l'autre grande synagogue de Cologne, celle située dans la Roonstrasse, construite en 1895-1899, présentera une nouvelle division de l'espace, basée sur le courant de pensée de la réforme.  
Un corps de bâtiment plus bas, construit côté rue devant le carré formé par la synagogue, et divisé en cinq pièces, permet d'accéder aux escaliers pour les femmes, sert de portail d'entrée de la salle de prières principale pour les hommes et de logement pour le gardien de la synagogue.

### Architecture extérieure
L'avant-corps central plus élevé, en léger ressaut, ainsi que les deux ailes latérales, sont couronnés d'une ceinture de créneaux. Zwirner a ajouté quatre petites tourelles en forme de minaret, surmontées d'un petit dôme en bulbe, comme ornement au-dessus de la corniche, ce qui les différencie de ceux de la synagogue de la Tempelgasse à Vienne où les tourelles couronnent les piliers.
La rosace de la grande fenêtre sur la façade est d'influence gothique. Au-dessus de la croisée du transept se trouve le tambour du dôme avec de hautes fenêtres, surmonté du dôme hémisphérique, lui-même couronné par un lanternon avec un petit dôme en bulbe.

### Architecture intérieure

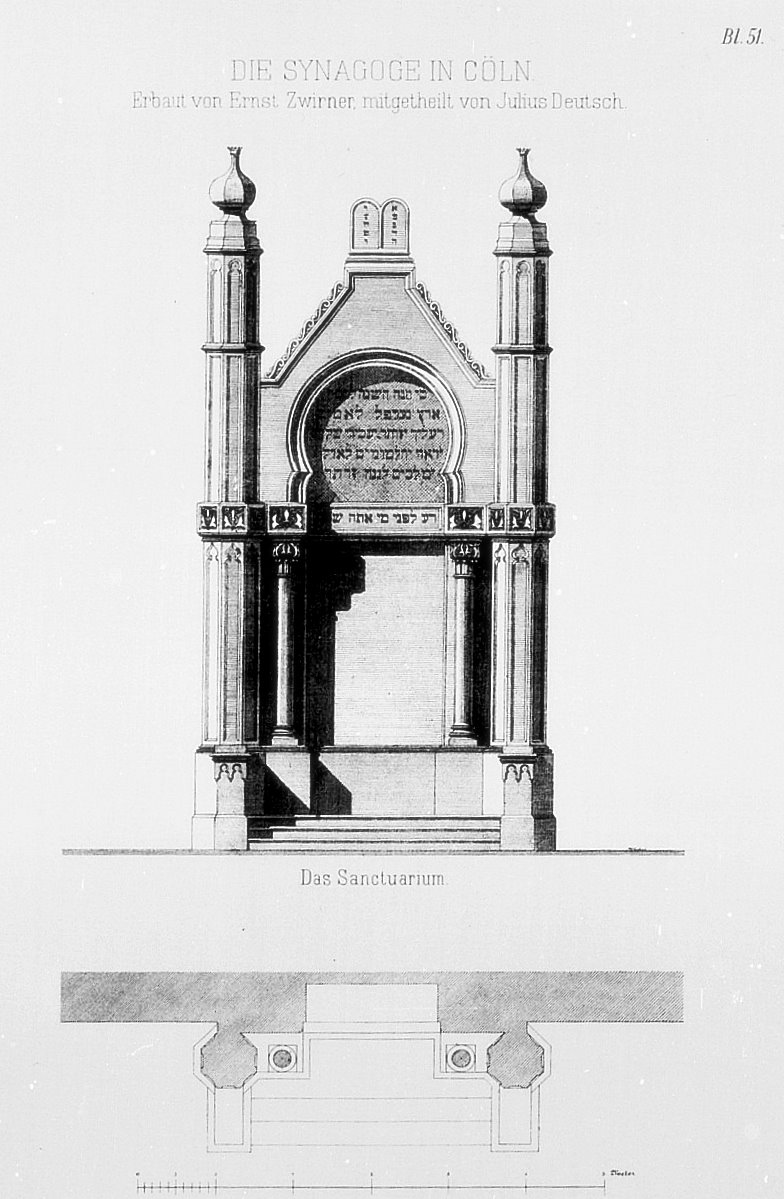
L'Arche sainte

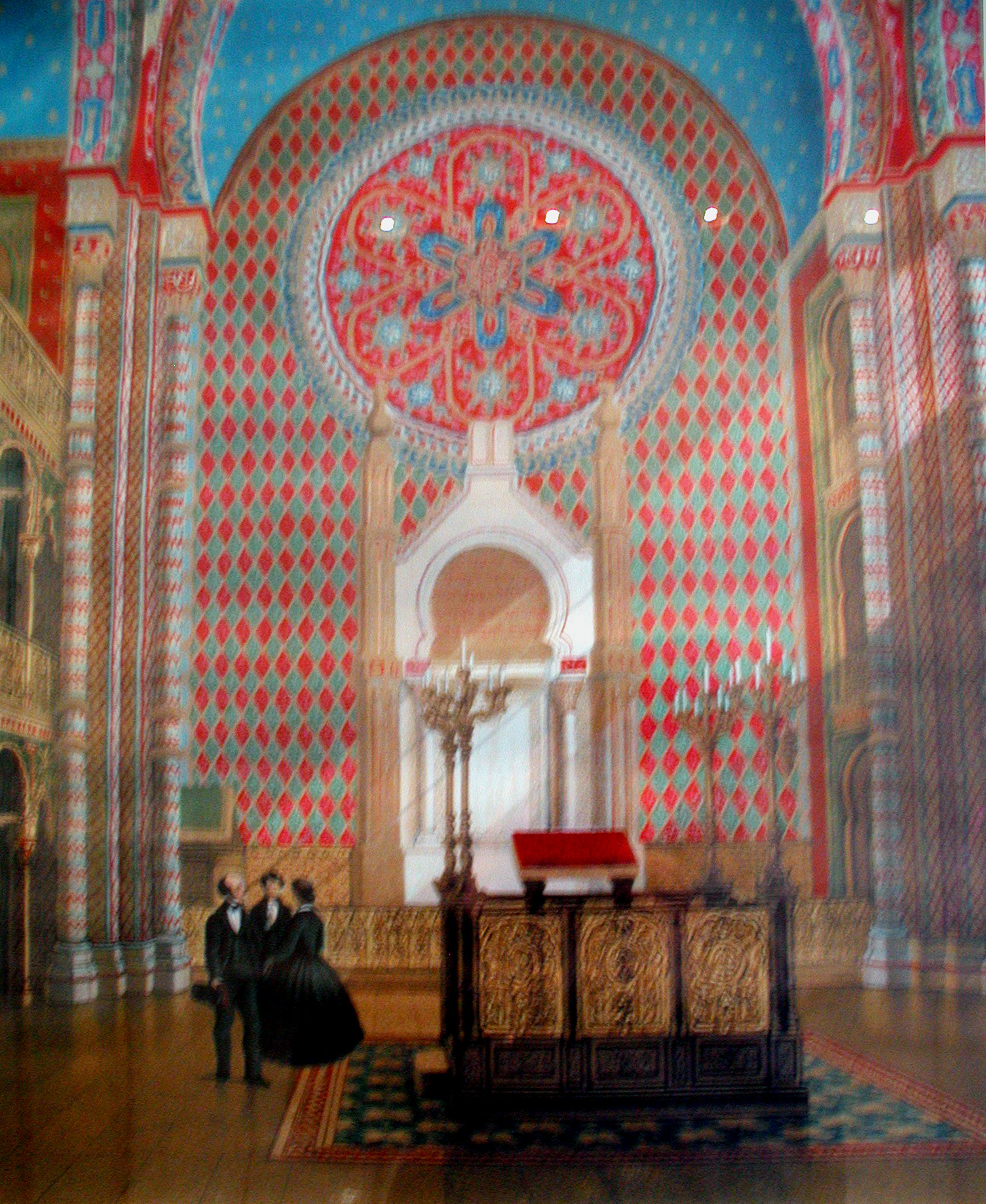
L'intérieur de la synagogue d'après une lithographie du XIXe siècle

Comme mentionné, la synagogue possède un plan centré en forme de croix grecque, surmonté d'une coupole. Les quatre bras égaux de la croix byzantine sont tous pourvus d'une voûte en berceau, dont l'ossature, les appuis et les cintres reposent sur des piliers en fonte.
À l'exception du bras est, les trois autres bras de la croix possèdent deux étages de galeries pour les femmes, tandis que l'Arche sainte est située dans le bras est.  La paroi du bras est décorée de losanges avec des motifs de carrés entrelacés en stuc, réalisés par Josef Hartzheim et peints par Friedrich Petri de Giessen en bleu, rouge et or. Le stucage rappelle celui des pièces de l'Alhambra.
Les galeries des femmes reposent chacune sur six colonnes en fonte de forme très fine et élancée. La balustrade des galeries est décorée d'un stucage de Hartzheim, peint par Petri en ton or.
Les quatre grandes arches qui soutiennent la coupole sont aussi décorées de stuc et peintes en bleu, rouge et or pour évoquer l'Alhambra.
La coupole et les voûtes en berceau sont les seuls éléments de la construction qui ne sont pas recouverts de stuc. Petri les a peintes en bleu avec des étoiles en or pour représenter la voûte céleste.
L'Arche sainte est l'œuvre du sculpteur de Cologne Stephan, qui a utilisé du marbre de Carrare. La partie centrale de l'arche sainte est en forme de fer à cheval, et pour rappeler l'Alhambra ainsi que la façade de la synagogue, Stephan a rajouté de part et d'autre, des structures en forme de minaret avec des dômes en bulbe. Au sommet du fronton, trônent les Tables de la Loi.
La pièce d'eau du Mikwe, au sous-sol, a aussi été créée par Stephan et était du même marbre que l'Arche sainte.